# Home i dona davant un munt d'excrements
Home i dona davant un munt d'excrements és una pintura a l'oli sobre coure realitzada per Joan Miró entre el 15 i el 22 octubre de 1935 i que actualment forma part de la col·lecció permanent de la Fundació Joan Miró de Barcelona, gràcies a una donació de Pilar Juncosa de Miró. El 19 de maig de 1987, l'obra fou declarada Bé d'interès cultural.

## Història
Durant el 1934, van ocórrer diferents esdeveniments socials que van tensar i polaritzar la situació política i la vida pública a l'estat espanyol. Tota aquesta situació premonitòria de canvis imminents va afectar l'artista, que ho plasmaria en aquesta obra.
| «           | Insconscientment, vivia l'atmosfera de malestar característica de quan ha de passar fatalment alguna cosa greu. Com abans de ploure: el cap pesat, mal als ossos i una humitat asfixiant. Era un malestar més físic que no pas moral. Pressentia una catàstrofe i no sabia quina: van ser les guerres civil espanyola i mundial. Vaig provar de representar aquest ambient tràgic que em torturava i que sentia a dins de mi. | » |
| — Joan Miró | |   |

## Descripció
En aquesta pintura, amb un fort component clarobscur, un home i una dona semblen allargar els braços per apropar-se, sense arribar a tenir contacte. Les dues figures tenen formes extravagants, amb uns genitals desmesuradament grans. L'excrement apareix al fons de l'obra a la dreta, erigit com un monument. Segons el mateix Miró, la màxima agressivitat d'aquesta obra es troba en els seus colors, que contrasten amb l'execució meditada i meticulosa de l'obra. Aquesta paradoxa resulta característica d'aquesta fase creativa de Miró, quan el seu llenguatge artístic encara es trobava en desenvolupament.

## Pintures Salvatges
Home i dona davant un munt d'excrements és una de les obres que integren la sèrie anomenada per Miró pintures salvatges. Fetes sobre coure, com en aquest cas, o sobre masonita, són la seva resposta a les revoltes prèvies als desastres de la Guerra civil espanyola, a com la societat espanyola es polaritza entre 1934 i 1935. La sèrie completa és un conjunt d'obres de petit format, feta amb 6 pintures a l'oli sobre coure i sis tremps sobre masonita. Les pintures salvatges presagien un desastre imminent. El paisatge és de nou, el de Mont-roig, però afectat per la desolació, i la figura desafia l'ideal harmònic d'èpoques passades. L'ús de recursos il·lusionistes, com el modelatge i la perspectiva, produeix una sensació d'irrealitat versemblant. El color és intens i àcid, i la llum, inquietant.

## Títol
El títol de l'obra prové d'unes paraules de Rembrandt que obsedeixen Miró i que troben el seu equivalent plàstic a la part dreta de la composició. Rembrandt assegurava que trobava robins i maragdes entre els fems.
| «           | És en un femer on trobo robins i maragdes | » |
| — Rembrant. |                                           |   |

## Exposicions rellevants
- 1968 - MoMA, Nova York
- 1968 - Fondation Maeght, Saint-Paul-de-Vence
- 1969 - Haus der Kunt, Múnic
- 1972 - Liljevalchs Konsthall, Estocolm
- 1974 - Grand Palais, París
- 1978 - Sa Llotja, Ciutat de Mallorca
- 1978 - Museo de Arte Contemporáneo, Madrid
- 1980 - Palacio Velázquez, Madrid
- 1981 - Castello Sforzesco, Milà
- 1982 - Edimburg, Scottish National Gallery
- 1986 - Hayward Gallery, Londres
- 1986 - Kunsthaus, Zuric
- 1987 - Palau de la Virreina, Barcelona[11]
- 2011 - Fundació Joan Miró, Barcelona : Joan Miró. L'escala de l'evasió[12]